# Shigeru Oda
Shigeru Oda (Japans: 小田 滋, Oda Shigeru) (Sapporo, 22 oktober 1924) is een Japans oceaanrechtsgeleerde en rechter. Hij is in de periode van 1976 tot 2003 rechter in het Internationale Gerechtshof geweest, waarin hij van 1991 tot 1994 vicepresident van het Hof was. Hij is de rechter die daar het langst gediend heeft.

## Levensloop
Oda diende in de Tweede Wereldoorlog in het Japanse leger, waar hij werd getraind tot kamikazepiloot.
In 1947 sloot hij zijn studie in rechtsgeleerdheid af aan de Universiteit van Tokio. Daarna vervolgde hij zijn studie aan de Yale-universiteit. Hier behaalde hij in 1952 zijn titel Meester in de rechten en in 1953 een doctoraat in rechtswetenschappen met het proefschrift The Riches of the Sea and International Law. In 1962 verkreeg hij in Japan daarbij de titel Doctor of Laws.
Van 1953 tot 1985 was hij hoogleraar in internationaal recht aan de Universiteit van Tōhoku in Sendai. Verder doceerde hij van 1969 tot 1993 aan de Haagsche Academie voor Internationaal Recht; sinds 1987 behoorde hij ook tot het Curatorium. Sinds 1969 is hij lid van het Institut de Droit International.
Van 1976 tot 2003 werkte hij drie volledige ambtsperioden van 9 jaar als rechter van het Internationale Gerechtshof in Den Haag en bereikte daarmee de langste ambtstijd als rechter van het Hof tot dusver. Van 1991 tot 1994 was hij vicepresident van het Hof.
Verder vertegenwoordigde hij zijn land in de jaren zestig en zeventig in tal van commissies en zeeconferenties, waaronder bij de Verenigde Naties, en had hij van 1968 tot 1973 zitting in de VN-commissie voor vreedzaam gebruik van de oceaanbodem.
Oda werd meermaals onderscheiden, waaronder met een eredoctoraat van de Universiteit van Bhopal in 1980 en van de New York Law School in 1981. In 1997 werd hem daarnaast een Medaille van Verdienste toegekend door de Yale-universiteit.